# 明坂聡美の超ラジ!Girls
『Voice of A&G Digital 明坂聡美の超ラジ!Girls』（あけさかさとみのちょうラジガールズ）は、2008年4月10日から2010年9月30日まで、超!A&G+で放送されていたラジオ番組である。パーソナリティは明坂聡美。

## 放送概要
メインパーソナリティ
明坂聡美（愛称：アンジェリーナ）

### 放送時間
2008年4月10日 - 2008年10月2日
本放送：木曜日 17:00-18:00（リピート放送：木曜日 23:30-24:30、金曜日 7:00-8:00、13:30-14:30）
2008年10月9日 - 2009年4月2日
本放送：木曜日 17:00-18:00（リピート放送：金曜日 7:00-8:00、日曜日 15:00-16:00）
2009年4月9日 - 2010年9月30日
本放送：木曜日 18:00-19:00（リピート放送：木曜日 25:00-26:00、金曜日 8:00-9:00、13:00-14:00、日曜日 9:00-10:00）

## 番組の特徴
- 番組の挨拶は基本的に「がーッス!!」だが、とある放送回を境に「ぎーッス!!」という挨拶もリスナーからのメールでの冒頭の挨拶で使われるようになる。

発案者は明坂が出演しているテレビアニメ『みつどもえ』の宣伝担当であるアニプレックスのツイ（鈴木健太）であり、番組で明坂が引いていたバイオリンの音色があまりにも惨すぎる事から、この挨拶が付けられるきっかけになった。
リスナーはこの「ぎーッス!!」を喜々として使用しているが、この挨拶が作られる元となった明坂本人は「ぎーッス!!」が使われる事に関して、番組中は常に不快感を露にしている。
- 番組で主に使われているラジオネームは「アンジェネーム」であり[1]、「超ラジネーム」や「ラジオネーム」「ハンドルネーム」で寄せられる事があっても、明坂が「アンジェネーム」で変換させている。
- リスナーの「出禁制度」を設けている。番組に寄せられたリスナーからのメールの内、パーソナリティーの明坂に対して失礼な内容だと判断した場合、明坂自身の独断でそのメールを寄せたリスナーを期限付きの「出入り禁止」処分にする事が出来る。期間は最大1ヶ月間で、その間は当該リスナーが番組にメールを送ったとしても（仮に内容が失礼でない場合であっても）採用されず、採用されたとしても名前だけしか読まれない事がある。この制度によって、何人かのリスナーが期限付きの出禁処分を受けた。

## コーナー
曲コーナー
番組の1曲目は、明坂自身が選曲した曲がかかる。
アケサカ劇場
毎月番組から発表される「アケサカ劇場」上演作品のタイトルをもとに、そのタイトルからいかにもありそうなワンシーンをリスナーから募集。そのシーンのセリフを、明坂が即興で演じる。2008年6月で一時中断。
タマチャレ♪
明坂が玉の輿に乗るべく、弁当作りなどさまざまな事に挑む。
マダム・アンジェの駄菓子占い
明坂が占い師「浜松町の母 マダムアンジェ」に扮し、駄菓子と黒魔術を合わせた占いでリスナーの悩みに応える。
目指せGOD!セリフメーカー
「明坂聡美の超!ラジGirlsとかすた!」で一般リスナーの提案から本採用した新コーナー。事前（お題発表の前）に明坂が引いたセリフカードと感情カードをもとにリスナーから募集。それに合わせて明坂が即興で演じ、リスナーのランクアップの有無を発表する。
ランク付けは、「庶民」から始まり「中流階級」「上流階級」などがあり、下から「階級なし」→「庶民」→「中流階級」→「上流階級」→「超セレブ」→「ゴッド」と設定されている（「変化なし（保留）」の場合もある）。ランクアップの有無を発表する際、効果音として『ドラゴンクエストシリーズ』のBGMが流れる。2009年3月をもって一時中断。
アケサカミュージックフェア♪
2008年10月16日 - 2009年4月9日、不定期。明坂が即興で歌を披露するコーナー。リスナーからは即興で歌う感情（=曲調）と即興で歌ってほしいお題を募集。コーナーのバックに流れているテーマ曲は『シオノギ・ミュージックフェア』の初代テーマ曲のオープニングである。ただし、「♪ラララミュージックフェア〜」の部分だけスタッフが「♪アケサカ・ミュージックフェア〜」と歌詞を被せている。2009年4月9日放送分の「輝け!アケサカミュージックフェア♪大賞」を以ってコーナー終了。「○○ステーション 略してMステ」へコーナーを引き継がれた。
アンジェ画伯のデジタルアートギャラリー
2009年4月16日開始、不定期。Microsoft Windowsのペイントソフトを使ってお絵描きするコーナー。毎回テーマが出され、明坂に選ばれたリスナーの絵は殿堂入りする。
○○ステーション 略してMステ
2009年5月7日開始、不定期。明坂が即興で歌を披露するコーナー。基本的に「アケサカミュージックフェア♪」と変わらない。今のところ、お題募集はしていない。○○の部分は、頭文字がMになるような言葉が来る。コーナーのテーマ曲は『ミュージックステーション』のオープニング曲「#1090 〜Thousand Dreams〜」に構成作家松本がラップ調の歌詞を被せたもの。
あけこの部屋
2009年5月14日開始、不定期。明坂が番組スタッフに対してもっとゲストを呼びたいと言うことで、スタッフを説得して常設したゲストとのトークコーナー。時折、きちんとしたゲストも来る事がある。テーマ曲はテレビ番組『徹子の部屋』の「徹子の部屋のテーマ」だが、コーラス部分の一部に松本が被せている。
こだわりの女 明坂の条件
開始時期不明。不定期。毎回出される様々なテーマに対し、リスナーからのこだわりメールを紹介した上で、明坂がそれらと照らし合わせながら、テーマに関する自らのこだわりを一定時間内で延々と論じていくコーナー。同コーナーのテーマ曲は、アントニオ猪木のテーマ曲である「炎のファイター〜INOKI BOM-BA-YE〜」（同曲は基本的にインストルメンタル楽曲であるが、同曲の前奏と間奏などで、「イノキ! ボンバイエ！」と叫ぶ箇所があり、その箇所のみ、松本が「アケコ! ボンバイエ!」と被せて叫んでいる）。

## ゲスト
- #019（2008年08月14日）：稲村優奈・花村怜美（公開生放送のゲスト。2人は『ギャラクシーエンジェる〜ん』での共演者）
- #035（2008年12月04日）：鷲崎健[3]
- #055（2009年04月23日）：寿美菜子
- #059（2009年05月21日）：小川真奈（「あけこの部屋」、同じ事務所の後輩。）
- #077（2009年09月24日）：本多陽子
- #078（2009年10月01日）：小林ゆう
- #080（2009年10月15日）：MM3（東條潮（大島崚）・西崎青（安倍龍太郎）・南雲波人（渡辺友裕））
- #081（2009年10月22日）：松井友里絵
- #084（2009年11月12日）：森永理科（「あけこの部屋」）
- #091（2009年12月31日）：本多陽子
- #095（2010年01月28日）：ゲッターズ飯田
- #096（2010年02月04日）：下田麻美・下川みくに
- #097（2010年02月11日）：本多陽子・間島淳司（代打パーソナリティ）
- #110（2010年05月13日）：鷲崎健
- #114（2010年06月10日）：中村繪里子（「あけこの部屋」）
- #120（2010年07月22日）：小川真奈・野村香菜子（飛び入り）[4][5]
- #121（2010年07月29日）：高垣彩陽・戸松遥
- #122（2010年08月05日）：増田俊樹
- #123（2010年08月12日）：下川みくに
- #126（2010年09月02日） ：小山剛志
- #128（2010年09月16日）：うえむらちか

## エピソード
- 第39回（2009年1月1日）は第38回（2008年12月25日）生放送の前に事前収録されたが、この回は放送日の翌日に21歳の誕生日を迎える明坂を祝う特別企画の目白押しだった。しかし、番組スタッフにメインである誕生日ケーキの半分を食べられてしまい、さらにそのケーキは第38回の動画でも映された。また、各曜日の超ラジ!Girlsからそれぞれ直筆の色紙が贈呈されていた。
- 第40回（2009年1月8日）では、実際の誕生日前後の明坂の出来事が発言され、実際の誕生日当日も満足できる形で祝えてなかったということが明らかになった。
- 第46回（2009年2月19日）ではロト6に当選した。これは第44回（2009年2月5日）で明坂聡美がリスナーからのリクエストでロト6の番号を選んだところリスナーが当選したことがきっかけで、番組でも購入したところ4等（1万2600円）が当たった。この当選により、同じくロト6を番組内で行っている『神戸前向女学院。』にも幸運の女神としてゲストで呼ばれた。
- 第94回（2010年1月21日）ではメールテーマを「アケサカに応援してほしいこと」としてメールを募集し、明坂聡美の応援として番組内で応援用オリジナルソングをいくつか歌った。
- 第97回（2010年2月11日）では、明坂が舞台『チョコレートガールズ』に出演する為、本多陽子と間島淳司が代打パーソナリティとして出演した。間島淳司については「Girlsではないだろう」といったメールがいくつか届いた。
- 第106回（2010年4月15日）では、「明坂聡美の本気の料理」と題してハンバーグを作った。しかし、試食したスタッフの評価により3か条（1.自分の名前を噛まない、2.リスナーの翌週の名前を噛まない、3.机をバンバン叩かない）が科せられた（俗に言う「明坂机バンバン祭り」。第110回まで）。しかし、同様に試食した岩田光央は、「おいしい」と絶賛していた[6]。
- 第107回（2010年4月22日）では、明坂が椎名林檎と同様に大ファンだという、解散を6月に控えたSURFACEからサプライズでメッセージが寄せられる。前回放送したハンバーグの一件についてもコメントしていたため、スタッフから何も知らされていなかった明坂はあまりの驚きと恥ずかしさで一時うろたえてしまった。

### コスプレ放送
- 第54回（2009年4月16日）では、高校時代の制服を着て放送した。放送中にリスナーから反響のメールが大量に届いたが[7]、明坂は「こんな時だけメールを送らずに普段からもメールを送ってほしい」と嘆いていた。

- 第90回（2009年12月24日）では、サンタのコスプレをして放送した。第54回と同様に放送中にリスナーから反響のメールが大量に届いたが、明坂はウィキペディア本ページの上記文章にも触れ、「こんな時だけメールを送らずに普段からもメールを送ってほしい」とまたまた嘆いていた。

- 第124回（2010年8月19日放送）では実際に寝間着として使用している甚平を着て放送。例によってリスナーから衣装に対する反響メールが大量に届き、スタッフからは「座敷童子」と言われる。

- 最終回（2010年9月30日放送）ではリスナーからのリクエストに応じて一時的にネコ耳のカチューシャを着用。リスナーからの反響メールが約300件も届いたという。

## 関連番組
『A&G 超RADIO SHOW〜アニスパ!〜』内の、月替わりで『超ラジ!Girls』パーソナリティが受け持つフロート番組を、2回担当した。

### 明坂聡美の超ラジ!Girls とかすた
2008年6月7日から6月28日まで。タイトルの「とかすた」とは、「突貫工事スタイル」の明坂独自の略語である。
7月からの番組リニューアルに先立ち、リスナーから新コーナー案を募集してテスト放送した。その結果、最優秀新コーナー案が後に新コーナーとして採用された。
全4回の予定だったが、3回目の6月21日が『文化放送ホームランナイター』の中継延長でコーナー休止となり、3回に短縮された。次回の6月28日は最終回だったため、21日に放送予定だった録音はお蔵入りとなり、録り直されたものが放送された。

### 明坂聡美の超ラジ!Girls AKEDEN
2009年1月3日から1月31日まで。タイトルの「AKEDEN」とは、「明坂がリスナーに逆電話相談する番組」の明坂独自の略語である。
パーソナリティーの明坂聡美が日々疑問に思っている事をリスナーに電話して教えてもらった。